# Sukelus jessopi
Sukelus jessopi är en skalbaggsart som beskrevs av Branco 1991. Sukelus jessopi ingår i släktet Sukelus och familjen bladhorningar. Inga underarter finns listade i Catalogue of Life.